# Tengréla (ort i Elfenbenskusten)
Tengréla är en ort i Elfenbenskusten. Den ligger i distriktet Savanes, i den norra delen av landet, 400 km norr om huvudstaden Yamoussoukro.